# 阿瓜波鈎鯰
阿瓜波鈎鯰，為輻鰭魚綱鯰形目甲鯰科的其中一種，為熱帶淡水魚，分布於南美洲托坎廷斯河上游流域，體長可達6.7公分，棲息在岩石底質的急流底層水域，生活習性不明。

## 扩展阅读
維基物種上的相關：阿瓜波鈎鯰